# Les Volets verts
Les Volets verts est un roman de Georges Simenon, paru en 1950 aux Presses de la Cité.
Simenon termine l'écriture de ce roman le 27 janvier 1950 à Carmel by the Sea (Californie), États-Unis.

## Résumé
Émile Maugin, qui se sent épuisé, apprend du médecin qui l'examine qu'il n'a plus une longue espérance de vie devant lui. Par cette révélation, il est amené à faire un retour sur lui-même : acteur comblé, il règne de manière tyrannique sur son entourage qui vit à ses dépens. Parvenu au faîte de la gloire, il aime à rappeler son enfance misérable dans le Marais vendéen au sein d'une famille répugnante. Cela fait partie de sa légende, qu'il entretient par son impolitesse, ses brusqueries et son penchant pour la boisson. Pourtant, lui aussi rêve confusément, comme le faisait sa première femme, d'une maison aux volets verts, symbole de réussite matérielle, mais également de cette sécurité paisible qui lui a toujours fait défaut.  
Un seul être pourrait le sauver : Alice, jeune femme sincère et désintéressée. Ancienne figurante, elle était enceinte lorsque Maugin l'a rencontrée et en a fait son épouse. Mais ils semblent incapables de former un vrai couple.  
Refusant le bonheur qui s'offre à lui, Maugin découvre une raison de souffrir, lorsque le hasard le met en présence de l'ancien amant d'Alice, père de Baba, son petit garçon. Cherchant le repos, l'acteur se met en congé et va s'installer avec sa famille dans le Midi, mais ce changement ne résout rien. Désœuvré, livré à des passe-temps dérisoires, il continue à s'enivrer. 
À Paris, où il est revenu pour rendre visite à un ancien compagnon de jeunesse en train de mourir dans la misère, il doit être hospitalisé pour une blessure à la cheville qui se gangrène. Éloigné des siens, Maugin entre dans la mort sans s'expliquer le sens de sa vie : que poursuivait-il ? que fuyait-il ?

## Aspects particuliers du roman
Sans intrigue véritable, le roman déroule l’existence d’un personnage hors du commun, encombré par les aléas de son métier et les suites de son passé. La durée du récit s’étend sur les quelques mois qui précèdent la fin du héros. Celle-ci est détaillée dans un dernier chapitre où elle est saisie à travers la description d’un état comateux : de là un double plan où s’entrecroisent la perception syncopée de la réalité immédiate et la vision d’une espèce de jugement qui fait défiler les témoins, proches ou lointains, d’une vie brusquement revécue. 

## Fiche signalétique de l'ouvrage

### Cadre spatio-temporel

#### Espace
Paris. Côté d’Azur : Antibes. 

#### Temps
Époque contemporaine.

### Les personnages

#### Personnage principal
Emile Maugin. Acteur de théâtre et de cinéma. Marié trois fois, un fils naturel.

#### Autres personnages
- Alice, épouse de Maugin, 22 ans
- Emile Cadot, fils naturel de Maugin, marié, cinq enfants
- Juliette Cadot, mère d’Emile Cadot
- Adrien Jouve, le secrétaire.

## Éditions
- Édition originale : Presses de la Cité, 1950
- Tout Simenon, tome 4, Omnibus, 2002  (ISBN 978-2-258-06045-6)
- Livre de Poche, n° 14303, 2004  (ISBN 978-2-253-14303-1)
- Romans durs, tome 8, Omnibus, 2013  (ISBN 978-2-258-09395-9)
- Romans durs, tome 8, Omnibus, 2023  (ISBN 978-2-258-20265-8)

## Adaptations
- 1988 : Les Volets verts, épisode 13 de la série télévisée française L'Heure Simenon réalisé par Milan Dor et Milo Dor, avec Armin Mueller-Stahl et Leopoldo Trieste.
- 2022 : Les Volets verts, adaptation cinématographique réalisée par Jean Becker, avec Gérard Depardieu et Fanny Ardant.

## Source
- Maurice Piron, Michel Lemoine, L'Univers de Simenon, guide des romans et nouvelles (1931-1972) de Georges Simenon, Presses de la Cité, 1983, p. 154-155  (ISBN 978-2-258-01152-6)